# Eusebio (nombre)
Eusebio es un nombre propio masculino de origen griego en su variante en español. Procede del griego Εὐσέβιος, de εὐ (bueno) y σέβας (piedad), por lo que significa «piadoso». Su variante latina es Eus.

## Santoral
14 de agosto: San Eusebio, primer obispo conocido del norte de Italia.

## Variantes
- Femenino: Eusebia.
- Diminutivo: Chevo.

### Variantes en otros idiomas
| Variantes en otras lenguas | Variantes en otras lenguas       |
| -------------------------- | -------------------------------- |
| Español                    | Eusebio                          |
| Alemán                     | Eusebius                         |
| Asturiano                  | Eusebiu                          |
| Catalán                    | Eusebi                           |
| Checo                      | Eusebius                         |
| Croata                     | Euzebije                         |
| Danés                      | Eusebius                         |
| Eslovaco                   | Eusébius                         |
| Esloveno                   | Evzebij                          |
| Esperanto                  | Eŭsebio                          |
| Euskera                    | Eusebi                           |
| Finlandés                  | Eusebius                         |
| Francés                    | Eusèbe                           |
| Gallego                    | Eusebio                          |
| Georgiano                  | ეუსებიუსი (Eusebiusi)            |
| Griego                     | Ευσέβιος (Eusébios)              |
| Húngaro                    | Özséb                            |
| Inglés                     | Eusebius                         |
| Islandés                   | Evsebíus                         |
| Italiano                   | Eusebio                          |
| Latín                      | Eusebius                         |
| Letón                      | Eisebijs                         |
| Lituano                    | Euzebijus                        |
| Macedonio                  | Евсебиј (Evsebij)                |
| Neerlandés                 | Eusebius                         |
| Noruego                    | Eusebius                         |
| Polaco                     | Euzebiusz                        |
| Portugués                  | Eusébio                          |
| Rumano                     | Eusebiu                          |
| Ruso                       | Евсевий (Evsebij), Евсей (Evsej) |
| Sardo                      | Eusèbiu                          |
| Sueco                      | Eusebius                         |
| Ucraniano                  | Євсевій (Evsebij)                |

## Desambiguación
- Para un listado de personas con este nombre y artículo en Wikipedia, véase: Eusebio

Eusebio también es el nombre de:
- Jerónimo de Estridón (340–420), intelectual cristiano y padre de la iglesia, cuyo nombre completo era Eusebius Sophronius Hieronymus.
- Carlos Eusebio de Liechtenstein (1611–1684), segundo príncipe de Liechtenstein.